# Global Records
La Global Records è una casa discografica rumena fondata nel 2008. L'azienda produce alcuni fra gli artisti rumeni di maggior successo come Inna e Antonia Iacobescu e risulta una delle etichette indipendenti più importanti dell'intero mercato est-europeo. Nel 2021 un'artista prodotta da tale etichetta, Roxen, ha rappresentato la Romania all'Eurovision Song Contest.

## Storia
Fondata nel 2008, nel 2009 l'etichetta ha contribuito al lancio discografico di Inna, distribuendo l'album Hot in alcuni mercati. L'album ha ottenuto un notevole successo a livello globale, consolidando non solo la carriera di Inna (diventata una delle cantanti rumene di maggior successo di sempre) ma anche l'importanza della stessa etichetta, che inizia a lanciare o comunque a lavorare con altri artisti di successo come Antonia, Alina Eremia, Alexandra Stan, Carla's Dreams e Irina Rimes. A partire dal 2020, l'etichetta collabora con Warner Music Group per la distribuzione dei propri artisti a livello mondiale.
Dopo alcuni anni di attività, la Global Records ha superato quota 2 miliardi di ascolti annuali sulle piattaforme di streaming ed è arrivata a pagare fino a 30 milioni di euro i propri artisti. L'azienda ha inoltre aperto divisioni in Polonia, Russia e Turchia. Nel 2020 l'etichetta ha collaborato con la televisione pubblica rumena per la selezione del concorrente rumeno dell'Eurovision Song Contest 2020, ruolo assegnato infine a Roxen. In seguito all'annullamento di tale edizione, l'artista ha rappresentato la Romania all'Eurovision Song Contest 2021.

## Artisti principali

### Attuali
- Alina Eremia
- Andrei Ursu
- Ami
- Antonia
- Carla's Dreams
- Emaa
- Holy Molly
- Inna
- Irina Rimes
- Killa Fonic
- Minelli
- Olivia Addams
- Roxen
- Sickotoy
- The Motans

### Passati
- Alexandra Stan